# Schmidthauer Antal
Schmidthauer Antal (Torontál vármegye, Nagybecskerek, 1816 – Komárom, 1888. január 3.) gyógyszerész, gyógyforrás-felfedező.

## Életpályája
A Pesti Tudományegyetemen 1836-ban szerzett gyógyszerészi oklevelet. Tanulmányai befejezése után Temesváron volt  gyakornok, majd  Bécsben lett  segéd.
1843-ban költözött Komáromba, ahol megvette az 1789-ben alapított "Megváltó" (Salvator) gyógyszertárat. A komáromi Szerecsen patika tulajdonosa volt 1843-tól 1882-ig. Részt vett az 1848–49-es forradalom és szabadságharcban.
1863-ban kútfúrás közben fedezte fel a nagyigmándi keserűvíz-forrásokat, felismerve azok jelentőségét 1863-ban megvásárolta a Nagyigmánd község határában felfedezett keserűvíz-források területét, a gyógyvíz értékesítésére pedig megalapította az Igmándi Keserűvíz Kútvállalatot. Halála után fia, Schmidthauer Lajos junior vezette az üzemet. A termelés felfuttatása is Lajos fia nevéhez fűződik. Ő építtette meg az új-komáromi keserűvízüzemet is Dél-Komáromban, ahonnan azután hajón és vasúton az ország minden részébe, sőt még külföldre is eljuthatott a mind nagyobb hírnévre szert tevő ásványvíz. A dél-komáromi palackozó- és elosztótelep 1962-ig működött.

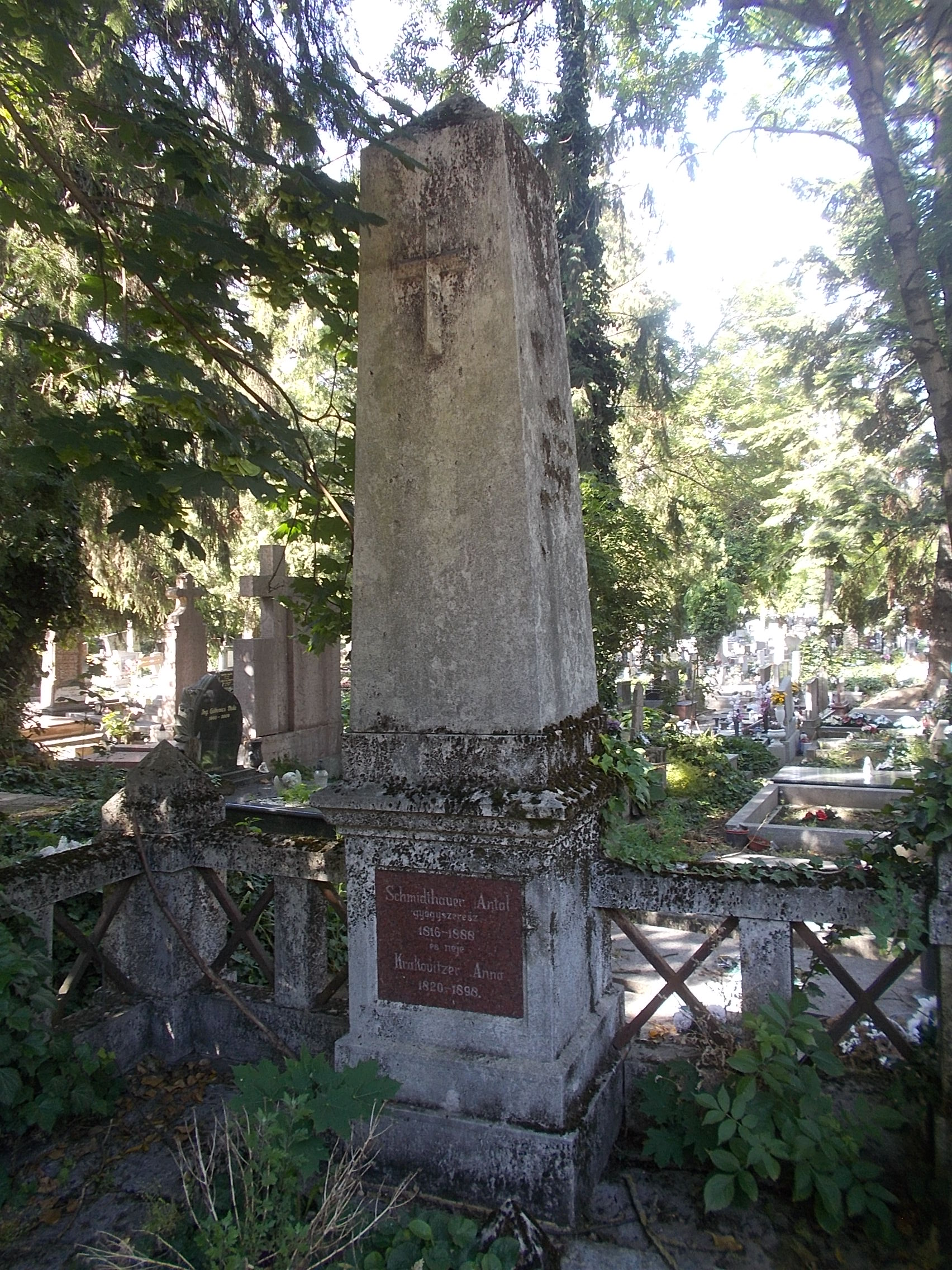
Schmidthauer Antal és felesége síremléke az észak-komáromi katolikus temetőben

## Az általa felfedezett keserűvíz további útja
Schmidthauer Antal a kémiai elemzések adatai szerint földrészünk legtöményebb természetes keserűvizét mérte bele palackjaiba komáromi üzemében. Pezsgő porokat is készített belőle.
A gyógyvíz gyors sikerét összetevőinek köszönhette; hatásos volt étvágytalanság, émelygés, gyomorégés, felpuffadás ellen, éppúgy, mint a különféle bélpanaszok és székrekedés esetén is. Sőt, a hölgyek akkoriban fogyókúrás szerként is vásárolták. Az 1863-as üzemalapítás után nem sokkal már évente több ezer palackkal forgalmaztak belőle.
A háború után az üzemet államosították, a termelés még az ötvenes évek elején sem állt le. 1951-ben 120 ezer palackkal értékesítettek, majd 1957-ben már 246 ezer palackkal forgalmaztak belőle. A régi Scmidthauer-féle üzemet azonban 1964-ben kezelésbe vette a Komárom megyei Nyomda Vállalat, majd valószínűleg központi utasításra, egy évvel később már Dél-Budán palackozták a híres keserűvizet. 1970-ben egy vizsgálat alapján megállapították, hogy a források hozama csökkenőben van. Az utolsó Igmándi keserűvizes palackok 1989 novemberében kerültek le a futószalagról. A budai VIKUV Gyógy-és Ásványvíz Üzem igazgatója a nagy hagyományú gyógyvíz palackozásának leállítását azzal indokolta, hogy "a fokozott költségráfordítás mellett sem lehet az igényeknek megfelelő mennyiségű gyógyvizet a felszínre hozni".
A Nagyigmánd közeli Kocs és Mocsa között fekvő Tömördpusztán javasolták egy újabb lelőhely megnyitását, mely mellett csaknem két évtizedig a régi kutakból is folyamatos volt a kitermelés.

## Főbb munkái
- Pezsgő-porok a nagyigmándi forrássból. (Gyógyszerész Hetilap, 1863.  689.)
- Felhívás a manna gyűjtés érdekében. (Gyógyszerész Hetilap, 1864. 1, 13.)